# 島田敦
島田 敦（しまだ あつし　1998年7月20日 - ）は、日本のライフル射撃選手。
自衛隊体育学校所属。身長167cm、体重66kg。
栄北高等学校、日本大学卒業。埼玉県上尾市出身。

## 主な賞歴
- 2016年　ジュニアワールドカップ（アゼルバイジャン）10m Air Rifle Men J 2位
- 2016年　アジアエアガン　（イラン）　10m Air Rifle Men J　３位
- 2017年　ワールドカップ・ニューデリー（インド）10m Air Rifle Men３位
- 2017年　ワールドカップ・ニューデリー（インド）10m Air Rifle Mixed Team　2位
- 2017年　国際エアガン・ミュンヘン（ドイツ）　10m Air Rifle Men J　1位